# Corynoptera elegans
Corynoptera elegans är en tvåvingeart som beskrevs av Bischoff de Alzuet och Naijt 1973. Corynoptera elegans ingår i släktet Corynoptera och familjen sorgmyggor. Inga underarter finns listade i Catalogue of Life.